# Arthur Arbesser
Arthur Arbesser (geboren 1983 in Wien) ist ein österreichischer Modedesigner und Unternehmer, der in Mailand lebt und arbeitet.
Er gilt als „rising star“ der Damenmode und ist seit 2017 Kreativchef der italienischen Traditionsmarke Fay.

## Leben und Werk
Arbesser wuchs in Wien auf. Seine Eltern sind ein Jurist und eine Pharmazeutin. Mit 13 war er ein „ziemlicher Opernnerd“, so eine Eigenaussage. Er absolvierte sein Modedesignstudium am St Martin’s College in London und arbeitete sieben Jahre für Giorgio Armani, der ihn scherzhaft „ballerino“ (Tänzer) nannte. 2012 machte er sich in Mailand selbständig, seine erste Kollektion zeigte er im Februar 2013 auf der Mailänder Modewoche. Seine Arbeiten wurden bzw. werden von Penelope, Opening Ceremony (Tokyo), Both und www.thecorner.com vertrieben.
Seine Arbeiten sind farbenfroh und stark von der Geometrie beeinflusst. Kritiker führen seinen Hang zu Linearität, formaler Strenge und Ornamentik auf seine Heimatstadt Wien, den Jugendstil, die Wiener Werkstätte, auf Klimt, Schiele, Kokoschka, Koloman Moser und Otto Wagner zurück. Er experimentiert mit ungewöhnlichen Materialien, oftmals als High Tech materials beschrieben. Obwohl seine Entwürfe im Alltag recht auffällig sind, gelten sie als gut tragbar. Arbesser hat ein besonderes Interesse für zeitgenössische Kunst und Architektur.
Im Juni 2015 folgte er Alexis Martial als Designer der Damenmode des Labels Iceberg nach. Anlässlich seiner Bestellung bezeichnete ihn Modekritikerin Dhani Mau als „rising star in his own right.“ Diese Funktion legte er im Folgejahr wieder zurück. Für die deutsche Brillenfirma Silhouette entwickelte er eine rahmenlose Brille. Er unterrichtet an der Modeuniversität in Venedig. Seit 2017 ist er Kreativdirektor der italienischen Modemarke Fay. Seine eigene Spring 2019 Collection war maßgeblich vom italienischen Bildhauer Fausto Melotti beeinflusst.
Er erhielt mehrere Auszeichnungen. Zu seinen einflussreichen Förderinnen zählen Suzy Menkes und Phoebe Philo.
2018 wurde Arbesser von den Wiener Philharmonikern eingeladen, die Kostüme für die Balletteinlagen des Neujahrskonzertes 2019 zu gestalten. Es dirigiert Christian Thielemann, die Choreographie stammt von Andrey Kaydanovskiy. Das Konzert wird in 95 Ländern ausgestrahlt und erreicht im Regelfall 50 Millionen Zuseher weltweit. Zu Arbessers Vorgängern in dieser Funktion zählen Vivienne Westwood und Valentino Garavani.

## Zitat
„Mit der Bühne lernt man, wie wichtig das Kostüm ist und wie sehr das die ganze Person unterstützen und den Charakter hervorheben kann.“

## Auszeichnungen
- 2013: Premio Who Is on Next der Vogue Italia (Erster Preis)
- 2015: LVMH Prize for Young Fashion Designers (Finalist)
- 2018: Austrian Fashion Award
- 2018: German Design Award (für die Silhouette Arthur Arbesser Special Edition)